# Ахвердиевы
Ахвердиевы (азерб. Haqverdiyevlər) —азербайджанский бекский род из Карабаха.

## Происхождение рода
Родоначальником этой семьи является Мирза Ахверди-бек. Мирза Ахверди-бек Кебирли служил у второго карабахского хана Ибрагим Халил-хана.
12 июня 1806 года Лисаневич во главе отряда в 200 солдат, ворвавшись в ханский лагерь, убил хана и вырезал всю его семью. Рзагулу-бек Джаваншир сообщает, что в ночь нападения на Ибрагимхалил-хана были убиты: сам Гарабагский хан, его жена Туба-ханум, дочери Салтанет-ханум и Туту-бегим, 12-летний сын хана Аббасгулу-ага, Мирза Ахверди Кебирлинский и другие родственники.
У Мирза Ахверди-бека было четырые сыновей: Мухаммед Керим-бек, Али-бек, Мухаррем-бек, Рустам-бек.
Из этого рода происходила мать Барат Шекинской.

## История рода
Предками рода, согласно известной родословной, были Кебирли.

## Известные представители
- Ахвердов, Абдуррагим-бек Асадбек оглы (1870—1933) — азербайджанский писатель, драматург, переводчик, публицист, театральный и общественный деятель, классик азербайджанской литературы;
- Мирза Ахверди Сяфа (1805)—1881) — азербайджанский поэт;
- Мирза Али-бек Карабаги (1785)—1840) — азербайджанский поэт;
- Мирза Мухаммед Керим-бек Кебирли (1779)—1841) — азербайджанский поэт, каллиграф